# Goulbi de Gabi
Der Goulbi de Gabi (auch: Goulbi Gabi, Goulbin Gabi, Goulbi N'Gabi) ist ein Trockental in Niger und Nigeria.

## Name
Mit dem Hausa-Wort Goulbi wird in Zentral-Niger ein (fossiles) Trockental bezeichnet. Gabi ist eine Landgemeinde im Departement Madarounfa der Region Maradi in Niger. Der Goulbi de Gabi ist somit das „Trockental von Gabi“.

## Geographie
Das Einzugsgebiet des Goulbi de Gabi ist 875 km² groß. Das Trockental weist eine Länge von 30 km auf und ist durchschnittlich 1,5 km breit. Es hat seinen Ursprung an der Grenze zwischen den Bundesstaaten Katsina und Zamfara in Nigeria und führt grob von Süden nach Norden. Bedeutende Siedlungen im Verlauf sind Gurbin Baure in der Local Government Area Jibia in Nigeria sowie – in der Landgemeinden Gabi und Safo in Niger – Douhoun Bara, Maraka, Tchida Fawa, der Gemeindehauptort Gabi, Tokéraoua Taboli und Guidan Daouda. Die Nationalstraße 18 quert das Tal über einen 1979 errichteten Damm. Der Goulbi de Gabi mündet schließlich in den Madarounfa-See und ist dessen wesentlicher Zufluss, trägt durch seine mitgeführten Sandmassen allerdings auch stark zur Versandung des Sees bei.
Das Trockental führt in der Regel nur in der Regenzeit von Juni bis September Wasser. Der mittlere Abfluss variiert zwischen 0,22 m³/s und 2,34 m³/s. Der Goulbi de Gabi ist überwiegend ein Teil der Übergangszone zwischen Sahel und Sudan mit einer durchschnittlichen jährlichen Niederschlagsmenge zwischen 500 und 600 mm. Im Süden ist Niederschlagsmenge höher und im Norden niedriger.

## Geschichte
Der Goulbi de Gabi mündete früher direkt in den Goulbi de Maradi. Letzteres Trockental schuf durch Ablagerungen an seinem Ufer einen natürlichen Damm, der den bisherigen Lauf des Goulbi de Gabi blockierte. So entstand der Madarounfa-See, in den der Goulbi de Gabi seitdem mündet.

## Umwelt und Wirtschaft
Der Mündungsbereich des Goulbi de Gabi ist Teil des 524,3 Hektar großen Feuchtgebiets des Madarounfa-Sees, das am 18. Dezember 2019 als Feuchtgebiet von internationaler Bedeutung nach der Ramsar-Konvention ausgewiesen wurde.
Entlang des Ufers wird Landwirtschaft betrieben. Während der Regenzeit werden Sorghum, Baumwolle, Mais, Reis, Maniok und Zuckerrohr angebaut, während der Trockenzeit unter anderem Tabak, Tomaten, Süßkartoffeln, Augenbohnen und Zwiebeln.